# Lisa Młyn
Lisa Młyn – osada w Polsce położona w województwie kujawsko-pomorskim, w powiecie brodnickim, w gminie Bobrowo. Miejscowość wchodzi w skład sołectwa Kruszyny Szlacheckie.
W latach 1975–1998 miejscowość administracyjnie należała do województwa toruńskiego.

## Zabytki
Według rejestru zabytków NID na listę zabytków wpisany jest drewniany młyn wodny z lat 1880-1890, nr rej.: 354 z 11.07.1980.